# Peru (Massachusetts)
Peru é uma vila localizada no condado de Berkshire no estado estadounidense de Massachusetts. No Censo de 2010 tinha uma população de 847 habitantes e uma densidade populacional de 12,56 pessoas por km².

## Geografia
Peru encontra-se localizado nas coordenadas 42° 24′ 29″ N, 73° 02′ 07″ O. Segundo o Departamento do Censo dos Estados Unidos, Peru tem uma superfície total de 67.41 km², da qual 67.14 km² correspondem a terra firme e (0.41%) 0.27 km² é água.

## Demografia
Segundo o censo de 2010, tinha 847 pessoas residindo em Peru. A densidade populacional era de 12,56 hab./km².